# Амата
Ама́та (лат. Amata) — дружина Латина, мати Лавінії, яку не хотіла віддати заміж за Енея, бо обіцяла її руку Турнові. За намовою Алекто розв'язала війну; коли їй принесли неправдиву звістку, ніби Турн загинув на війні, повісилася. У Римі Аматою називали дівчину, яку вибирали весталкою.
На честь королеви з міфології названо астероїд головного поясу — 1035 Амата.